# Historia de rebus gestis Frederici II imperatoris
Historia de rebus gestis Frederici II imperatoris  o Historia de las gestas de Federico II emperador y de sus hijos Conrado, Manfredo Apuleo en Sicilia del año 1210 a el año 1258, es el título atribuido al fragmento Muratoriano de una importante crónica medieval de la época Sveda anónimo y sin inscripciones.

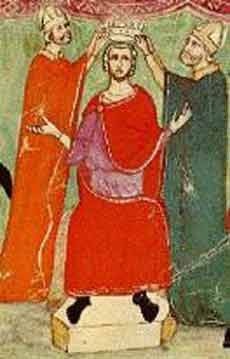
Coronación de Manfredo. Miniatura en una edición de la Nova Cronica de Villani

## Historia
La historia señalada en el fragmento se refiere al período de tiempo que se indica en el título (1210-58), cuando en el sur de Italia se unieron las figuras  del "Emperador  Federico II y sus hijos Conrad y Manfred. No obstante ello, el trabajo se centra principalmente en los años y la figura de Manfredo.
El autor permanece hasta ahora desconocido, si bien numerosas hipótesis han sido creadas al respecto:  lo cierto es que la Historia ha sido escrita por algún personaje muy cercano a Manfred, un notario de la corte, probablemente de Suabia, quien informó a su narración a la necesidad política de legitimar heredero de Suabia en los ojos del Papa y en contra del padre famoso.
La obra es referida en diferentes códices, el más antiguo de los cuales es el manuscrito del siglo XV que se conserva en la Biblioteca Nacional de Nápoles (IX.C 24) [1] [2] : no obstante a que se le puede imputar cierta descortecía, el códice napolitano es considerado el testimonio más influyentes de la Historia de estos personajes, en contraste con los demás documentos históricos que en todo "parecen depender, directa o indirectamente" de él.